# Чејс (Пенсилванија)
Чејс (енгл. Chase) насељено је место без административног статуса у америчкој савезној држави Пенсилванија.

## Демографија
По попису из 2010. године број становника је 978.
| Група             | 2000.    | 2010.       |
| Белци             | 0 (0,0%) | 947 (96,8%) |
| Афроамериканци    | 0 (0,0%) | 3 (0,3%)    |
| Азијати           | 0 (0,0%) | 9 (0,9%)    |
| Хиспаноамериканци | 0 (0,0%) | 11 (1,1%)   |
| Укупно            | 0        | 978         |